# Tracheomicosi
Tracheomicosi è il nome di un gruppo di malattie delle piante provocate da agenti fungini, che colpiscono i sistemi di distribuzione (vasi) della linfa.